# Evren
Evren là một huyện thuộc tỉnh Ankara, Thổ Nhĩ Kỳ. Huyện có diện tích 180 km² và dân số thời điểm năm 2007 là 4027 người, mật độ 22 người/km².